# Paralimnophila (Paralimnophila) fuscodorsata
Paralimnophila (Paralimnophila) fuscodorsata is een tweevleugelige uit de familie steltmuggen (Limoniidae). De soort komt voor in het Australaziatisch gebied.